# Савин, Аркадий Васильевич
Аркадий Васильевич Савин — советский хозяйственный и государственный деятель, Герой Социалистического Труда.

## Биография
Родился в 1937 году в деревне Бересуг. Член КПСС.
Окончил Калужский гидромелиоративный техникум.
В 1960—1997 — механизатор лугомелиоративного отряда, машинист экскаватора Селижаровской передвижной механизированной колонны № 31 объединения «Калининмелиорация» Министерства мелиорации и водного хозяйства РСФСР.
Заслуженный мелиоратор РСФСР.
Указом Президиума Верховного Совета СССР от 13 августа 1986 года присвоено звание Героя Социалистического Труда с вручением ордена Ленина и золотой медали «Серп и Молот».
Делегат XXVII съезда КПСС.
Умер в 2017 году в Селижарове.

## Награды и звания
- Герой Социалистического Труда (13.08.1986)
- Орден Ленина (13.08.1986)
- Орден Октябрьской Революции
- Орден Трудового Красного Знамени